# Якопо Сансовино
Якопо Сансовино (на италиански: Jacopo Sansovino), роден като Якопо д'Антонио Тати, е италиански скулптор и архитект от 16 век. Архитектурната му дейност е основа за неговата известност и в голяма степен определя развитието на венецианската архитектура. Той е първият, който въвежда стила на Късния Ренесанс във Венеция и му остава верен, дори когато Маниеризмът се превръща в доминираща художествена тенденция в Италия.

## Детство
Якопо д'Антонио Тати, наречен по-късно Сансовино, е роден във Флоренция на 2 юли 1486 година. Занимава се с рисуване от най-ранна детска възраст. Виждайки способностите му, майка му Франческа, на която той много прилича, го изпраща тайно на уроци по рисуване. В същото време баща му предопределя развитието му като търговец, което въобще не му се отдава. Якопо успява да убеди баща си да му разреши да се занимава с онова, което наистина го влече – изкуството.
През 1502 година във Флоренция пристига Андреа Сансовино, който вече се е прославил в страната като водещ скулптор и архитект. Младежът тръгва на уроци при него и по-късно, като израз на възхищение към учителя си приема прозвището Сансовино. Якопо постепенно получава широка известност сред съгражданите си като много добър художник и през 1505 година получава покана да замине за Рим от Джулиано да Сангало, архитект на папа Юлий II. Известно време той изучава и реставрира антични скулптури, докато Донато Браманте, водещ художник и архитект, забелязва таланта му и го взима под свое покровителство. За да бъде забелязан от папата, изпраща Якопо да реставрира няколко антични скулптури и младежът получава одобрението и подкрепата на Юлий II. Остава в Рим до 1510 година.

## Младост
Здравето на Якопо е твърде слабо и му се налага животоспасяващо лечение, за което през 1511 година се връща във Флоренция. Там, благодарение на изкусните лекари, родния климат и собствената си младост, успява да оздравее напълно.
Работи главно като скулптор, а работите му са сравними с тези на Микеланджело. Прави статуите на св. Джакомо за катедралата Санта Мария дел Фиоре във Флоренция, на св. Анджело за църквата „Сан Марчело“, на Мадона дел Парто в една от първите римски ренесансови църкви „Сан Августино“. При тези творби все още ясно личи влиянието на Андреа Сансовино. През 1514 работи по фасадата на катедралата „Санта Мария дел Фиоре“ във Флоренция, заедно с Андреа дел Сарто, като я подготвят за влизането на папа Лъв X. За нея създава и статуята на св. Яков Стари (1511 – 1518), а около 1514 – скулптурна фигура на Бакхус в почти естествени размери. И при двете творби демонстрира много добра техника, особено при работа с драперии. Сансовино постепенно достига до така трудното единство между архитектура, скулптура и живопис.
Седем години след това се връща в Рим и успоредно с работата си като скулптор, печели конкурс с първия си архитектурен проект – на църквата „Сан Джовани деи Фиорентини“.
През 1521 година отново се връща във Флоренция за две години, след което заминава за кратко за Венеция и после пак в Рим. През 1527 година, когато войските на Карл V превземат и ограбват Рим, той избягва от града и окончателно се преселва във Венеция, където получава длъжността контролен архитект на катедралата. Остава там до края на живота си и изпълнява многобройни поръчки, главно архитектурни проекти.

## Личността на Сансовино
Описвайки Якопо Сансовино, Джорджо Вазари пише „Той е със среден ръст, слабичък и винаги се държи прямо. Има бяло лице, рижа брада, в младата си възраст изглежда много добре и е приятен за общуване. Много се харесва на жените, дори и на такива с високо обществено положение. Остарявайки той получава почетна осанка, с красива, сива брада, но с походка на юноша. В напреднала възраст остава необичайно бодър и здрав, без очила различава и най-малките детайли, дори на 
 голямо разстояние. Обича да се облича добре, винаги е чист и до дълбока старост продължава да е привличан от жените и да разговаря за тях. По характер е много внимателен и предвидлив, в работата си е усърден и никога не пренебрегва задълженията си. Говори добре и не се скъпи на думи, когато темата му допада. Паметта му остава свежа до последните му години, може да си спомни всякакви подробности дори от детството си и от разграбването на Рим. Смел е и в младостта си обича да се състезава със силни личности. Преди всичко цени честта и в делата си е честен, държи на думата си и не я пристъпва при никакви обстоятелства, което често е изпитание за началниците му. Обича родителите си до такава степен, че често лишава себе си, за да помогне на тях“.

## Венеция
Сансовино е посрещнат топло във Венеция, а художникът Лоренцо Лото го представя като скулптор, който отстъпва само на Микеланджело. С подкрепата на дожа Андреа Грити той бързо се превръща в най-влиятелния архитект на Венеция и днес неговите творби се срещат навсякъде из градския център. Въпреки поканите и предложеното добро заплащане от френския крал Франсоа I и английския Хенри VIII, Сансовино остава във Венеция и я напуска само веднъж, за кратко пътуване до Болоня.
През 1529 година е назначен за главен архитект на Венецианската република и остава на тази длъжност до края на живота си. Обкръжен е от ученици и приятели, между които най-близки са Тинторето, Тициан и Пиетро Аретино. През 1532 създава новата Scuola della Misericordia. Впечатляващ е главният олтар на Скуола гранде ди Сан Марко, който завършва през 1533 година. През следващата година завършва и църквата „Сан Франческо дела Виня“.
По това време във Венеция започва подновяване на градския център, като идеята е той да се превърне в символ на свободната република. Преструктурирането на сърцето на града е възложено на Сансовино и от 1537 година той систематично започва строежа на поредица от сгради, като планира превръщането на площад Сан Марко в композиция от взаимно свързани структури. Сградите, които създава на площада говорят за блясъка и оригиналността на Сансовино като архитект. Въпреки че до смъртта си не успява да завърши цялото застрояване, влиянието на сградите му за общия облик на площада е огромно.
Изгражда великолепната библиотека „Марчана“, започната през 1536 и строгото здание на монетния двор (1537 – 1545). Създава сградата, наречена Лоджета Сансовино, малка постройка, замислена като триумфална арка, която се намира в основата на камбанарията на базиликата „Сан Марко“ (1537 – 1540). Чрез интересна концепция за новия комплекс около площад „Сан Марко“ той успява да компенсира строгостта на съществуващите класически сгради с новите течения в архитектурата.
Площад „Сан Марко“, възпяван от поети и писатели и многократно рисуван от художници е обрамчен от най-добрите произведения на Сансовино – реконструирания Дворец на дожите и библиотека „Марчана“, които са гордост за съвременниците и потомците му. В лагуната могат да се видят построената от него елегантна църква „Санто Спирито“. В самия град фасадата на църквата „Сан Джиминяно“ придава особен блясък на целия площад. Върху моста „Риалто“ над Канал Гранде построява покрита аркада, където почти ежедневно с леснота се побира цял пазар с местни търговци. Придава монументален характер на стария търговски център в района на същия мост, където изгражда голям търговско-административен център, известен като „Фабрика Нуова“.
Вила Гарцони в Понтекасале е единствената, построена от Сансовино в континенталната част на Венеция и е една от най-величествените вили в района. Изградена е по поръчка на Алвизе Гарцоне след 1527 година във формата на „U“, на огромен равен терен. Главната фасада има пет засводени портика на партерно ниво, които съответстват на петте отвора при лоджиите на първия етаж. Архитектурата на вилата е предшественик на тази на вилите на Андреа Паладио след 1550 година.

## Венециански скулптури
Ранните венециански скулптури на Сансовино са обикновено бронзови, като статуите на четирите евангелиста и вратите на ризницата в катедралата „Сан Марко“ (1540). Те носят елегантността и грациозността на неговите работи в Рим и Флоренция, но и показват зараждането на нова, независима концепция. Мраморната статуя на младия Св. Йоан Кръстител от 1554 година за „Санта Мария деи Фрари“ показва прехода от зрелия му стил към този на напредналата му възраст.
Сред произведенията, които са характерни за неговия по-късен и по-суров стил е бронзовата фигура на физика Томазо Рангоне над входа на църквата „Сан Джулиано“ (1554). Друг пример са триметровите статуи на Нептун и Марс от 1556 година, поставени на стълбището, водещо до Двореца на дожите, както и паметника на венецианския дож Франческо Вениер за църквата „Сан Салваторе“ (1556 – 1561). Мраморните релефи, които прави за църквата „Сан Антонио“ в Падуа през 1562 година, се характеризират с още по-студен и дисциплиниран класицизъм.

## Палацо Корнер дела Ка-Гранде
Срещу църквата „Сан Джиминяно“, на противоположния бряг на канала, се намира Палацо Корнер дела Ка-Гранде. Това е първото здание, изградено от Сансовино във Венеция, на мястото на изгоряла, по-стара постройка (1533). Дворецът е проектиран след пожар през 1532, когато предишната резиденция на фамилията Корнер е изцяло унищожена. При него авторът прави стъпка напред при използването на композиционни прийоми, създадени в процеса на развитие на италианския ренесансов дворец, пригаждайки ги към особеностите на венецианския бит. Партерната част е в стил рустика с три високи арки, а горните два етажа са изпълнени изцяло с аркади, които отговарят по-добре на венецианските традиции за дворцова фасада.

## Библиотека „Марчана“
Библиотеката често е наричана „Либрерия Сансовиниана“, в чест на своя създател. Той прекрасно разбира духа на Венеция и това му дава смелостта да постави ренесансовото здание на библиотеката срещу Двореца на дожите, който е в съвсем друг, готически стил. Фасадите ѝ са разработени изцяло в духа на италианската ренесансова архитектура, със строги пропорции и хармоничен ритъм на форми и елементи на декорацията. На партерната част и първия етаж са оформени два реда аркади, с различен отвор за всяко ниво, и стройни колони. На приземния етаж колоните са в дорийски стил с триглифи и метопи, а на първия етаж – в йонийски стил. Ъглите на сградата са подчертани с пиластри и обелиск на върха. Невисока изящна и елегантна балюстрада опасва фасадата и подчертава ритъма на аркадата под нея. Лекият, ажурен парапет на върха на сградата е украсен с редица от статуи, които ѝ придават венециански блясък.
Балансираната и олекотена архитектура на библиотеката прекрасно се съчетава със своеобразната монументалност на двореца. И двете сгради имат общи елементи – аркади, ажурни корнизи и са богато декорирани със скулптури.
В края на 1545 година част от аркадите се повреждат и по този повод през декември Сансовино е уволнен. Две години по-късно е реабилитиран и възстановен на предишната си длъжност.

## Лоджета Сансовино
Лоджета Сансовино, залепена до основата на свободнолежащата камбанария на базиликата „Сан Марко“ е една от най-добрите творби на архитекта, завършена през 1542 година. Изпълнена в спокоен ритъм и строги пропорции, сградата е в пълна хармония с архитектурата на Късния Ренесанс.
Фасадата е украсена с три арки, изящни колони, 4 скулптури в полукръглите ниши (екседри) между арките, барелефи по продължение на цялата фасада над тях и балюстрада на върха. Красиво са съчетани отделните оттенъци на мрамора в розовеещите колони, зеленикавите стени и жълтите ниши, обрамчени с бял кант. Барелефите на фриза изобразяват алегории на Венеция и островите Кипър и Крит, наричан във Венеция Кандия. Бронзовите статуи в нишите са дело също на Сансовино. Това са Минерва, Аполон, Меркурий и Мир, олицетворяващи мъдростта, хармонията и стремежът на Венецианската република към мир.
Въпреки голямата разлика в маса и стил на монументалната камбанария и грациозната Лоджета, те се съвместяват съвсем хармонично, тъй като ритъмът на колоните съвпада с този на аркадата на върха на камбанарията, и най-важно, сградата приобщава различната като стил камбанария към постройките, обкръжаващи площада, които са богати на аркади и декорирани колони.

## Монетният двор
До библиотеката се намира друга прекрасна сграда на Сансовино – Монетният двор. За нея Джорджо Вазари пише, че това е най-прекрасната, най-богатата и най-мощната постройка на Сансовино и никъде по света няма монетен двор с по-разумна планировка. Изградена е в стил рустика, с тежки дорийски колони, изцяло от камък и желязо, без никакви дървени части, за да бъде предпазена от пожари и да се подчертае масивността и сигурността на хазната. Вътрешното ѝ разпределение е подходящо и много удобно за работа на голямо количество хора. До този момент рустиката не е прилагана в града и затова сградата предизвиква особен интерес и даже учудване сред местните жители.

## Последни години
През 1568 година майсторът престава да се занимава с творческа дейност. Умира във Венеция на 27 ноември 1570 година. Погребан е с големи почести в собствената му капела в църквата „Сан Джиминяно“.

## Галерия
- Сваляне от кръста (1508)
- Св. Яков Стари (1511 – 1518)
- Рицар, потъпкващ победен
- Мадона дел Парто в църквата „Сан Августино“
- Нептун (бронз)
- Ангел
- Венера и Купидон (1550)
- Статуя на Томазо Рангоне на фасадата на църквата San Zulian (1555)
- Йоан Богослов
- Лоджета Сансовино – Аполон
- Лоджета Сансовино – Меркурий
- Лоджета Сансовино – Минерва